# Tornade d'Oostmalle
La tornade d'Oostmalle est le nom donné à une tornade ayant frappé, le 25 juin 1967, la région d'Oostmalle, dans le nord de la Belgique, en province d'Anvers, ainsi qu'une partie du sud des Pays-Bas, où elle porte le nom de tornade de Tricht.
Cette catastrophe naturelle fit sept morts.
La tornade fut classée de degré F3 sur l'échelle de Fujita.